# (74427) 1999 BU2
(74427) 1999 BU2 – planetoida z pasa głównego asteroid okrążająca Słońce w ciągu 2,64 lat w średniej odległości 1,91 j.a. Odkryta 18 stycznia 1999 roku.